# Fang (langue)
Cet article concerne la langue fang. Pour le peuple fang, voir Fangs.
Le fang est une langue bantoue ou plus précisément un continuum linguistique de dialectes parlées par les Fangs au Cameroun, en Guinée équatoriale, au Gabon, au Congo-Brazzaville, et à Sao Tomé et Principe. Maho (2009) considère le fang du Sud-Ouest comme une langue à part entière. Les autres dialectes sont : ntumu, okak, mekè, betse (atsi), nzaman (zaman), mveny (mvai).

## Dialectes
Les différents dialectes fang sont :
- ntumu, à Oyem et Bitam au Gabon, dans la région du Sud au Cameroun et en Guinée équatoriale ;
- okak, à Médouneu et Cocobeach au Gabon et en Guinée équatoriale ;
- mveny (ou mvai), à Minvoul au Gabon et dans la région du Sud au Cameroun ;
- nzaman, à Makokou et Booué au Gabon ;
- mǝkaa (mǝkɛ ou makɛ), à Libreville, Kango, Ndjolé, Mitzic, Makokou au Gabon ;
- atsi (ou betsi), à Libreville, Kango, Lambaréné, Ndjolé, Mitzic au Gabon.

Une forme de fang est encore parlée en Sao Tomé-et-Principe malgré la forte pression du portugais (la langue officielle de cet archipel). Les créoles parmi lesquels le créole saotoméen ou forro (usité par 81,7 % de personnes), le créole angolare (parlé par 3,7 % de santoméens) et le créole monco (utilisé par 2,9 % de personnes).

## Écriture
Le fang est écrit avec plusieurs orthographes.
À partir du XIXe siècle, les missionnaires chrétiens développent des orthographes utilisant des lettres latines avec des signes diacritiques. Les voyelles non accentuées ‹ a, e, i, o, u › représentent les voyelles [a], [ə], [i], [ɔ], [u] et les voyelles accentuées ‹ é, è, ô, ü › représentent les voyelles [e], [ɛ], [o], [y]. La consonne nasale vélaire voisée [ŋ] est représentée par ‹ ng › ou par ‹ ñ ›.
Des orthographes plus phonographiques sont développées à la fin du XXe siècle.
Dans ses orthographes la consonne nasale vélaire voisée [ŋ] est représentée par ‹ ng › et la consonne nasale palatale voisée [ɲ] est représentée par ‹ ñ › ou par le digramme ‹ ny ›.
Au Cameroun, l’Alphabet général des langues camerounaises peut être utilisé.
Au Gabon, l’alphabet scientifique des langues du Gabon, l’orthographe des langues du Gabon ou encore l’alphabet des idiomes gabonais peuvent être utilisés.

### En Guinée équatoriale
En Guinée équatoriale, l’alphabet unifié peut être utilisé.
| a | b | d | dz | e | ɛ | f | g | gb | i | k | kp | l | m | n | ŋ | ñ | o | ɔ | p | r | s | t | ts | u | v | w | y | z |

| a | áyam    | cuisiner   |
| b | bitétám | gombo      |
| d | dumá    | nid        |
| e | elé     | arbre      |
| f | fám     | homme      |
| g | ngéá    | épouse     |
| i | ngii    | gorille    |
| k | kúp     | poule      |
| l | láma    | lampe      |
| m | motúa   | voiture    |
| n | nnam    | soupe      |
| ñ | ña      | zébu       |
| ŋ | abeŋa   | cloche     |
| o | owono   | cacahuète  |
| ɔ | fɔ́ɔ́     | un         |
| p | mongop  | chaussures |
| r | ekará   | panier     |
| s | samm    | fleur      |
| t | tɔk     | cuillère   |
| u | akuŋ    | hibou      |
| v | vyɔ́     | champignon |
| w | waa     | chimpanzé  |
| y | yen     | miroir     |
| z | kéza    | roi        |